# Allocormodes maynei
Allocormodes maynei är en insektsart som beskrevs av Navás 1925. Allocormodes maynei ingår i släktet Allocormodes och familjen fjärilsländor. Inga underarter finns listade i Catalogue of Life.